# ختل
خُتَل یا به صورت جمع خُتَلان، یک منطقه تاریخی در کرانه شمالی رود آمودریا، بود که میان شاخه‌های وخش و پنج این رود قرار داشت. این منطقه تقریباً در مرزهای ولایت ختلان تاجیکستان امروزی قرار دارد.